# Ucel
Pour l’article ayant un titre homophone, voir Ussel.
Ucel est une commune française, située dans le département de l'Ardèche en région Auvergne-Rhône-Alpes.
Les habitants sont appelés les Ucellois et les Ucelloises.

## Géographie

### Situation et description
Ucel se situe entre Aubenas au sud-est et Vals-les-Bains au nord-ouest, à environ 30 kilomètres, par la route, de la préfecture Privas.
Son territoire se trouve à la limite entre les plateaux du Vivarais à l'est et les monts du Vivarais à l'ouest, sur la rive gauche de la rivière Ardèche.

### Climat
Pour des articles plus généraux, voir Climat d'Auvergne-Rhône-Alpes et Climat de l'Ardèche.
En 2010, le climat de la commune est de type climat méditerranéen altéré, selon une étude du CNRS s'appuyant sur une série de données couvrant la période 1971-2000. En 2020, Météo-France publie une typologie des climats de la France métropolitaine dans laquelle la commune est exposée à un climat de montagne ou de marges de montagne et est dans la région climatique  Provence, Languedoc-Roussillon, caractérisée par une pluviométrie faible en été, un très bon ensoleillement (2 600 h/an), un été chaud (21,5 °C), un air très sec en été, sec en toutes saisons, des vents forts (fréquence de 40 à 50 % de vents > 5 m/s) et peu de brouillards. 
Pour la période 1971-2000, la température annuelle moyenne est de 12,7 °C, avec une amplitude thermique annuelle de 17,4 °C. Le cumul annuel moyen de précipitations est de 1 010 mm, avec 7,3 jours de précipitations en janvier et 4,6 jours en juillet. Pour la période 1991-2020, la température moyenne annuelle observée sur la station météorologique de Météo-France la plus proche, « Aubenas Sa », sur la commune d'Aubenas à 1 km à vol d'oiseau, est de 13,8 °C et le cumul annuel moyen de précipitations est de 1 061,4 mm,. Pour l'avenir, les paramètres climatiques de la commune estimés pour 2050 selon différents scénarios d'émission de gaz à effet de serre sont consultables sur un site dédié publié par Météo-France en novembre 2022.
| Mois                                  | jan.           | fév.            | mars            | avril         | mai             | juin          | jui.          | août          | sep.          | oct.          | nov.            | déc.           | année     |
| ------------------------------------- | -------------- | --------------- | --------------- | ------------- | --------------- | ------------- | ------------- | ------------- | ------------- | ------------- | --------------- | -------------- | --------- |
| Température minimale moyenne (°C)     | 1              | 1,1             | 3,9             | 6,5           | 10,2            | 13,9          | 16            | 15,6          | 12,2          | 8,9           | 4,6             | 1,6            | 8         |
| Température moyenne (°C)              | 5,6            | 6,4             | 9,9             | 12,6          | 16,6            | 20,7          | 23,2          | 22,9          | 18,6          | 14,2          | 9,3             | 6              | 13,8      |
| Température maximale moyenne (°C)     | 10,2           | 11,7            | 15,9            | 18,8          | 22,9            | 27,4          | 30,4          | 30,1          | 25            | 19,5          | 13,9            | 10,5           | 19,7      |
| Record de froid (°C) date du record   | −14 04.01.1971 | −9,9 10.02.1986 | −12,6 02.03.05  | −3,4 08.04.21 | −0,5 04.05.1979 | 5 07.06.1986  | 8 13.07.1993  | 5 30.08.1986  | 2 21.09.1977  | −3,3 26.10.03 | −8,6 28.11.1985 | −10,7 30.12.05 | −14 1971  |
| Record de chaleur (°C) date du record | 21,2 10.01.15  | 23,8 24.02.20   | 27,4 18.03.1997 | 30,2 24.04.07 | 34,2 21.05.22   | 42,2 27.06.19 | 41,3 22.07.19 | 42,3 13.08.03 | 36,9 16.09.19 | 31,2 09.10.23 | 26 03.11.1970   | 21 17.12.1985  | 42,3 2003 |
| Précipitations (mm)                   | 79,8           | 53,5            | 59              | 77,6          | 87,9            | 64,1          | 58            | 65            | 137,4         | 149,7         | 143,7           | 85,7           | 1 061,4   |

### Hydrographie

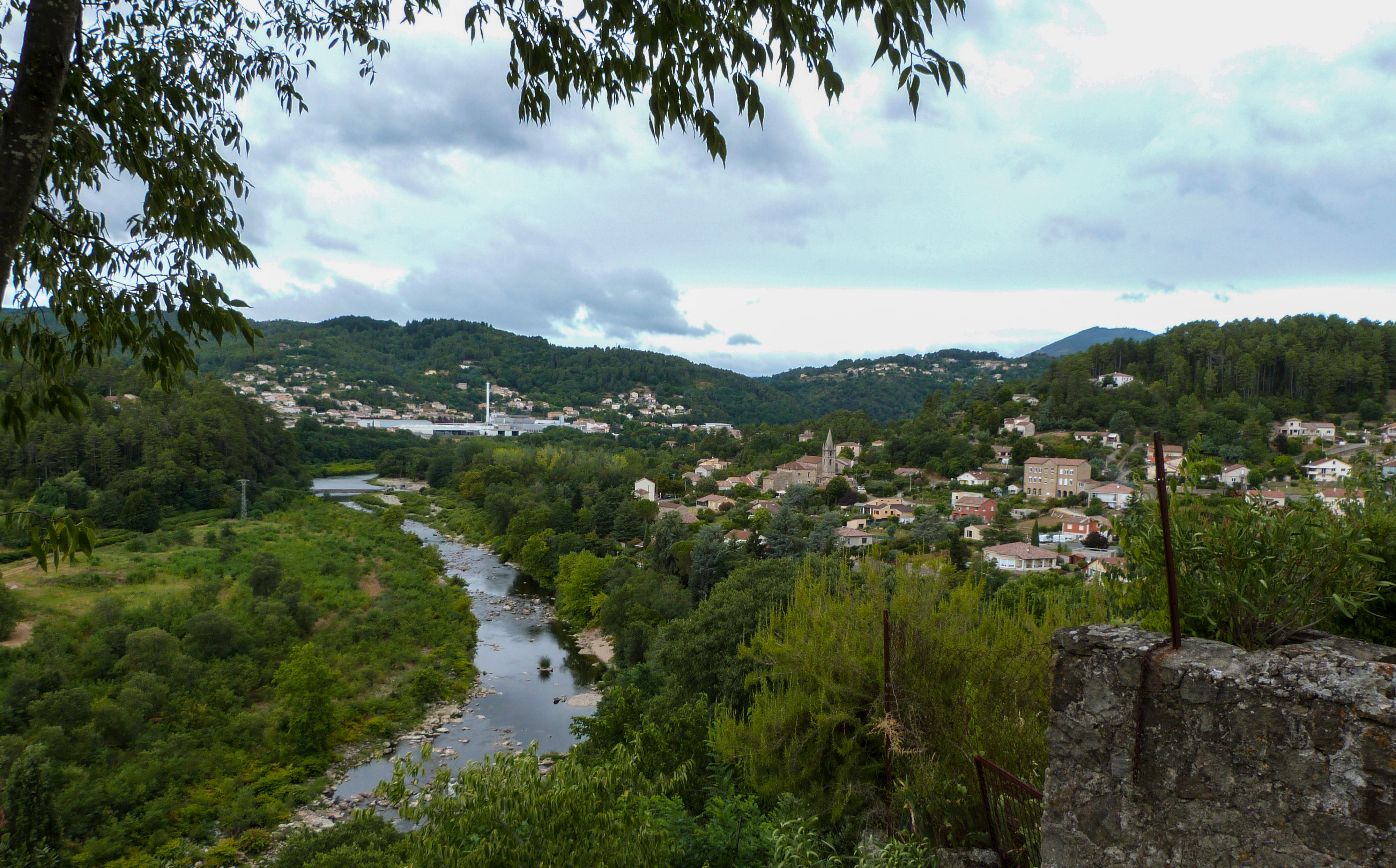
L'Ardèche et le village.

Le territoire communal est traversé par l'Ardèche, affluent droit du Rhône de 125,1 km de longueur, qui a donné son nom au département où est implanté la commune.

## Urbanisme

### Typologie
Au 1er janvier 2024, Ucel est catégorisée ceinture urbaine, selon la nouvelle grille communale de densité à 7 niveaux définie par l'Insee en 2022.
Elle appartient à l'unité urbaine d'Aubenas, une agglomération intra-départementale dont elle est une commune de la banlieue,. Par ailleurs la commune fait partie de l'aire d'attraction d'Aubenas, dont elle est une commune du pôle principal,. Cette aire, qui regroupe 68 communes, est catégorisée dans les aires de 50 000 à moins de 200 000 habitants,.

### Occupation des sols
L'occupation des sols de la commune, telle qu'elle ressort de la base de données européenne d’occupation biophysique des sols Corine Land Cover (CLC), est marquée par l'importance des territoires artificialisés (47,4 % en 2018), en augmentation par rapport à 1990 (18,1 %). La répartition détaillée en 2018 est la suivante : 
zones urbanisées (47,4 %), forêts (44,3 %), zones agricoles hétérogènes (7,4 %), milieux à végétation arbustive et/ou herbacée (0,9 %).
L'évolution de l’occupation des sols de la commune et de ses infrastructures peut être observée sur les différentes représentations cartographiques du territoire : la carte de Cassini (XVIIIe siècle), la carte d'état-major (1820-1866) et les cartes ou photos aériennes de l'IGN pour la période actuelle (1950 à aujourd'hui).

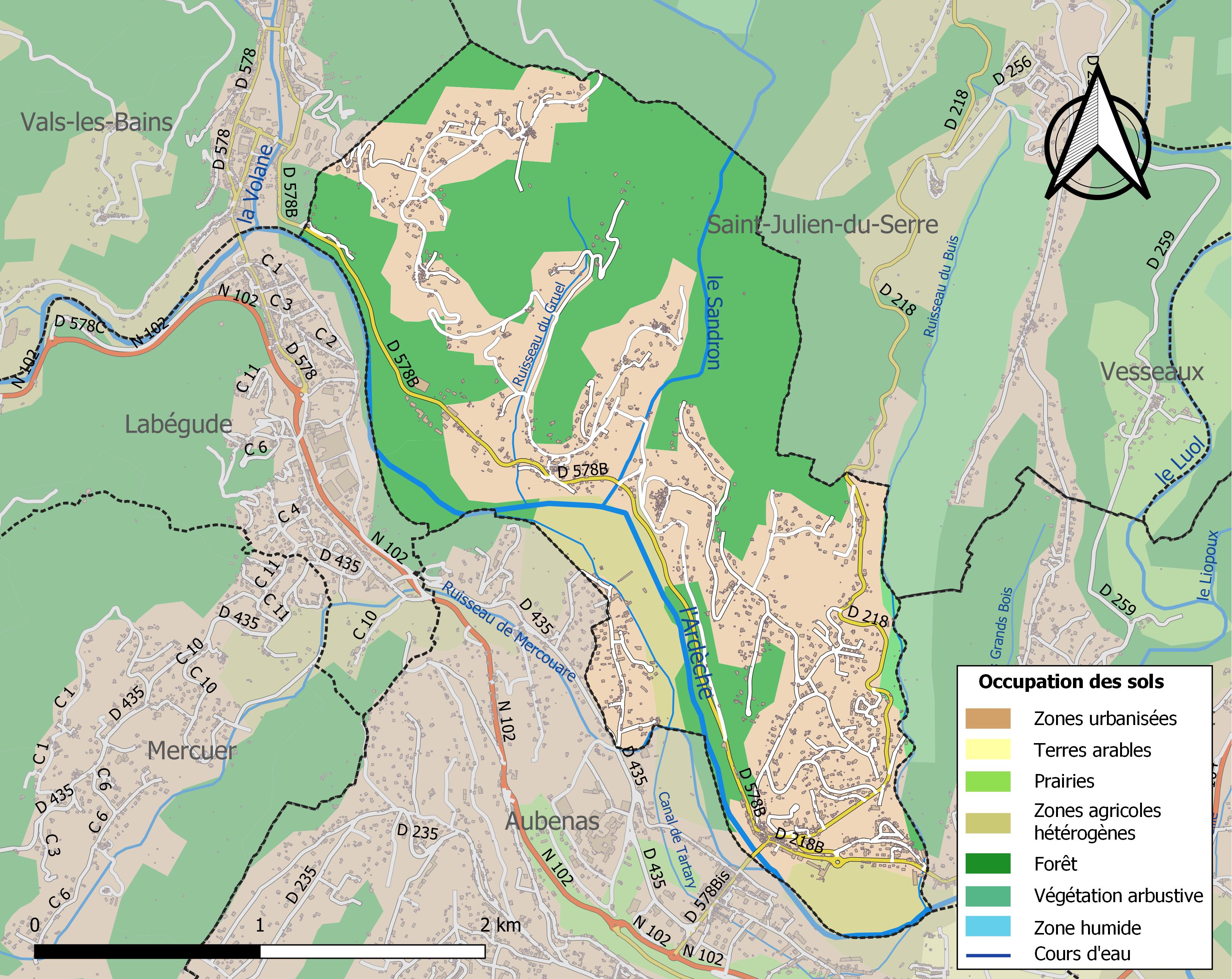
Carte des infrastructures et de l'occupation des sols de la commune en 2018 (CLC).

### Lieux-dits, hameaux et écarts

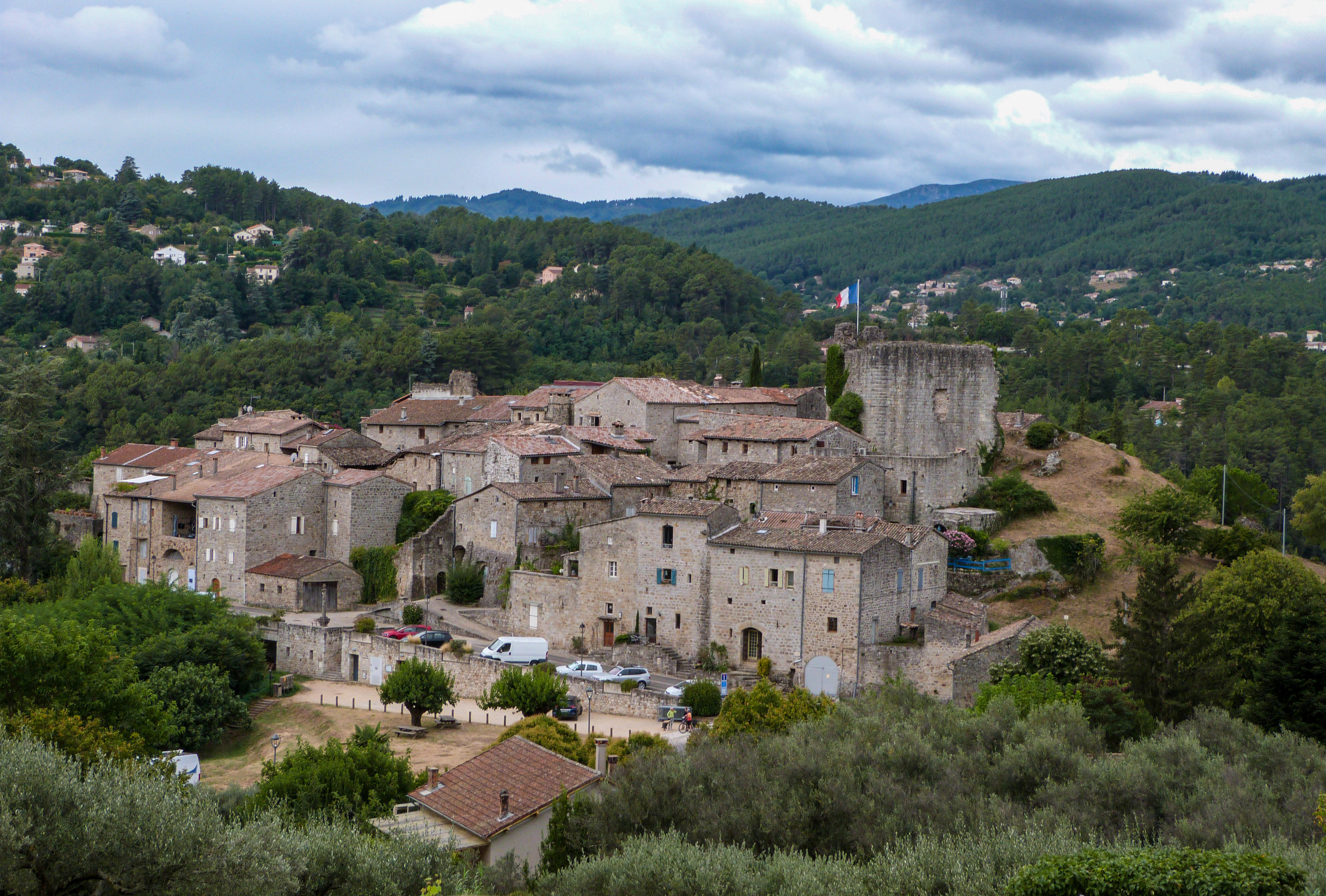
Le vieil Ucel un matin d'août 2023.

Les principaux hameaux de la commune sont (du sud vers le nord) : Le Pont d'Ucel (mairie), Le Vieil Ucel (sur un tertre dominant l'Ardèche), Bréchignac, Fontanille, Les Combes.

### Voies de communication et transports
Le bourg est traversé par la route départementale 578B (RD578B), route parallèle au cours de l'Ardèche et la route nationale 102 (RN102) qui traverse les communes voisines d'Aubenass et de Labégude. Un pont, traversant l'Ardèche, permet de rejoindre cette route au niveau du bourg. 

## Histoire

### Moyen Âge
Au IXe siècle, les seigneurs d'Ucel sont propriétaires d'importantes mines d'argent à Largentière et possèdent un château (au cœur de l'actuel Grand-Village) où ils vont affirmer leur puissance jusqu'à la fin du XIIe siècle, détenant les châteaux d'Aubenas, Saint-Laurent-sous-Coiron et, probablement, ceux de Vals et de Montpezat-sous-Bauzon.
Dans la deuxième moitié du Xe siècle, l'évêque de Viviers fait venir de l'abbaye bénédictine de Saint-Chaffre, près du Puy, des moines qui implantent à proximité du château, un castral et des dépendances au lieudit l'Église.

### La Manufacture royale de la famille Deydier
Ucel est surtout connu pour avoir été un haut-lieu de la confection de soie.
En effet, la famille Deydier de Sauveroche y implanta une manufacture dont la soie fut reconnue par de nombreuses cours occidentales.
Le 5 septembre 1752, le roi « en son conseil » demande la création de la manufacture royale de filage et dévidage de la soie à Aubenas. 
Celle-ci sera équipée de moulins conçus par Jacques de Vaucanson (1709 - 1782) et commandés par le roi.
Henri Deydier appartenait à la famille Deydier de Sauveroche, issue de la Maison Deydier, notamment liée à Louis Deydier de Pierrefeu.
L'implantation de cette manufacture se situe à Ucel, en bordure de la rivière Ardèche, tout près d'Aubenas. 
Elle est assortie d'une école de formation pour les fileuses et moulineuses, aux nouvelles machines dans le cadre du programme de rénovation de l'industrie de la soie lancé en France par Trudaine. Les travaux commencèrent sur les espaces nécessaires : terrain de la veuve Tailhand au Boisset, moulins du nommé Grandpré, le tout pour 11 000 livres. Le devis qu'avait fait exécuter Vaucanson par un architecte de Paris atteignait 100 000 écus pour la construction.
Sur la porte principale, au-dessous des armes du roi, figuraient les armoiries de la famille Deydier.
Vaucanson vint sur place pour édifier la Manufacture, dont les perfectionnements techniques sont unanimement reconnus. Le moulinage se détachait particulièrement avec ses deux avant-corps latéraux et son atelier voûté qui inspirera d'autres constructions industrielles. Les plans avaient été dessinés par l'académicien Guillot-Aubry.
Les bois provenaient de Suède. La clarté, l'aération de salles étaient prévues. Les tours de tirage (filature) réduisaient les déchets. Les moulins, certes couteux, économisaient la force motrice et donnaient une très belle soie.
La manufacture jouissait d'une grande réputation, si bien que le Roi offrit à la famille Deydier la construction de nouveaux moulins et du château d'Ucel.
Les Organsins Deydier (sortes de soie qui s'emploient dans les étoffes de soie), de qualité supérieure, se vendaient à Lyon plus cher que ceux du Piémont. Holker (1756) et Rodier (1758), inspecteurs des manufactures, signalèrent superbement la qualité des mécaniques de Vaucanson ainsi que la valeur de celui-ci et de Deydier. Holker qualifie les machines de Vaucanson de « plus bel ouvrage » qu'il ait jamais vu de sa vie « dans ce genre ». Et Rodier déclare : « S'il a fallu un Vaucanson pour mettre (cet établissement) sur pied en présidant en personne aux travaux, s'il fallait un tel génie pour désoler les Piémontais, il fallait aussi un Deydier pour saisir le but de chaque innovation… pour étendre et soutenir chez lui ce nouveau genre de fabrication ».
Vaucanson place dans cet atelier 25 moulins d'organsinage, autant de moulins de dévidage et 60 tours de tirage : de quoi faire pendant dix ans au moins six milliers d'organsins chaque année.
Le bassin d'Aubenas comptait déjà deux autres Manufactures Royales, une de laine et une de coton. Une « condition de soie » y est encore implantée par décret impérial en 1854, pour contrôler les produits utilisés par les industriels. Le volume des matières traitées situe alors Aubenas parmi les plus grandes places européennes, derrière Lyon et Saint-Étienne mais devant Avignon.
La « condition des soies » qui fonctionnera jusqu'au début du XXe siècle sera à l'origine de la Chambre de commerce et d'industrie créée en 1869.
Les machines, très performantes, nécessitaient un entretien et des réglages minutieux. Il fallait former des techniciens. Les décideurs des États du Languedoc refusèrent d'investir davantage et la belle manufacture périclita. Toutefois, Bourceret, élève de Vaucanson, apporta plus tard des modifications qui réduisirent les coûts de maintenance. Les machines modernes d'aujourd'hui comportent des engrenages créés par Vaucanson.

## Politique et administration

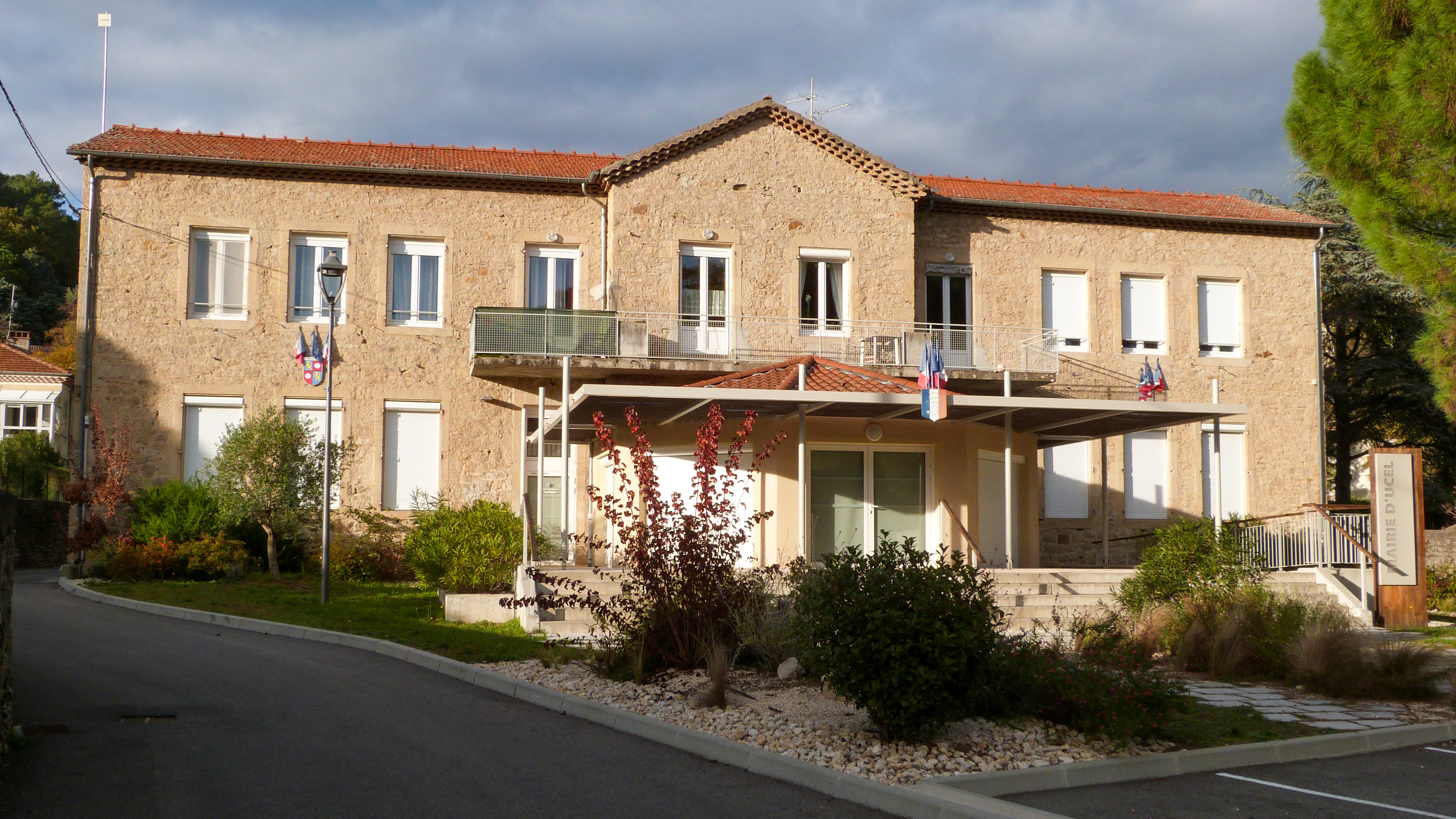
La mairie en novembre 2023.

### Liste des maires
| Période                                  | Période                      | Identité        | Étiquette    | Qualité                                                                               |
| ---------------------------------------- | ---------------------------- | --------------- | ------------ | ------------------------------------------------------------------------------------- |
| Les données manquantes sont à compléter. |                              |                 |              |                                                                                       |
| mars 1965                                | mars 1966                    | Élie Saussac    |              |                                                                                       |
| mars 1966                                | mars 1983                    | Albert Liogier  | UNR puis RPR | Imprimeur Député de 1958 à 1962 puis de 1968 à 1981 Conseiller général de 1973 à 1976 |
| mars 1983                                | 24 mars 1989                 | Louis Tauleigne | RPR          | Assureur                                                                              |
| 24 mars 1989                             | 14 mars 2008                 | Bernard Perrier | DVD          | Professeur des écoles Conseiller général de 2001 à 2015                               |
| 14 mars 2008                             | En cours (au 8 juillet 2020) | Marc Souteyrand | LR           | Chef d'entreprise                                                                     |

Ucel fait partie de la communauté de communes du Bassin d'Aubenas.

## Population et société

### Démographie
L'évolution du nombre d'habitants est connue à travers les recensements de la population effectués dans la commune depuis 1793. Pour les communes de moins de 10 000 habitants, une enquête de recensement portant sur toute la population est réalisée tous les cinq ans, les populations de référence des années intermédiaires étant quant à elles estimées par interpolation ou extrapolation. Pour la commune, le premier recensement exhaustif entrant dans le cadre du nouveau dispositif a été réalisé en 2007.

En 2022, la commune comptait 2 031 habitants, en évolution de −1,22 % par rapport à 2016 (Ardèche : +2,48 %, France hors Mayotte : +2,11 %).
| 1793 | 1800 | 1806 | 1821 | 1831 | 1836 | 1841  | 1846  | 1851  |
| ---- | ---- | ---- | ---- | ---- | ---- | ----- | ----- | ----- |
| 513  | 584  | 585  | 787  | 876  | 900  | 1 115 | 1 160 | 1 101 |

| 1856  | 1861  | 1866  | 1872  | 1876  | 1881  | 1886  | 1891  | 1896  |
| ----- | ----- | ----- | ----- | ----- | ----- | ----- | ----- | ----- |
| 1 094 | 1 038 | 1 022 | 1 075 | 1 112 | 1 126 | 1 052 | 1 061 | 1 036 |

| 1901  | 1906  | 1911  | 1921 | 1926  | 1931  | 1936  | 1946  | 1954  |
| ----- | ----- | ----- | ---- | ----- | ----- | ----- | ----- | ----- |
| 1 034 | 1 079 | 1 121 | 925  | 1 064 | 1 032 | 1 022 | 1 046 | 1 106 |

| 1962  | 1968  | 1975  | 1982  | 1990  | 1999  | 2006  | 2007  | 2012  |
| ----- | ----- | ----- | ----- | ----- | ----- | ----- | ----- | ----- |
| 1 024 | 1 163 | 1 395 | 1 719 | 1 677 | 1 750 | 1 874 | 1 891 | 2 032 |

| 2017  | 2022  | - | - | - | - | - | - | - |
| ----- | ----- | - | - | - | - | - | - | - |
| 2 043 | 2 031 | - | - | - | - | - | - | - |

### Enseignement
La commune est rattachée à l'académie de Grenoble.

### Médias
La commune est située dans la zone de distribution de deux organes de la presse écrite :
- L'Hebdo de l'Ardèche

Il s'agit d'un journal hebdomadaire français basé à Valence et diffusé à Privas depuis 1999. Il couvre l'actualité de tout le département de l'Ardèche.
- Le Dauphiné libéré

Il s'agit d'un journal quotidien de la presse écrite française régionale distribué dans la plupart des départements de l'ancienne région Rhône-Alpes, notamment l'Ardèche. La commune est située dans la zone d'édition d'Aubenas.

### Cultes
La communauté catholique et l'église d'Ucel (propriété de la commune) sont rattachées à la paroisse Saint Benoît d’Aubenas qui est, elle-même rattachée au diocèse de Viviers.

## Culture locale et patrimoine

### Lieux et monuments
- Église Saint-Pierre-aux-Liens d'Ucel.
- Chapelle des Voyageurs du Pont d'Ucel.
- Ruines du château du XIe siècle. Élevé par les seigneurs d'Ucel, il est détruit en 1213 par les troupes du comte Raymond IV de Toulouse.
- Ermitage du XVe siècle, avec chapelle de style gothique, semi-troglodytique.
- Lieux de baignades.
- Table d'orientation au Rocher des Combes.

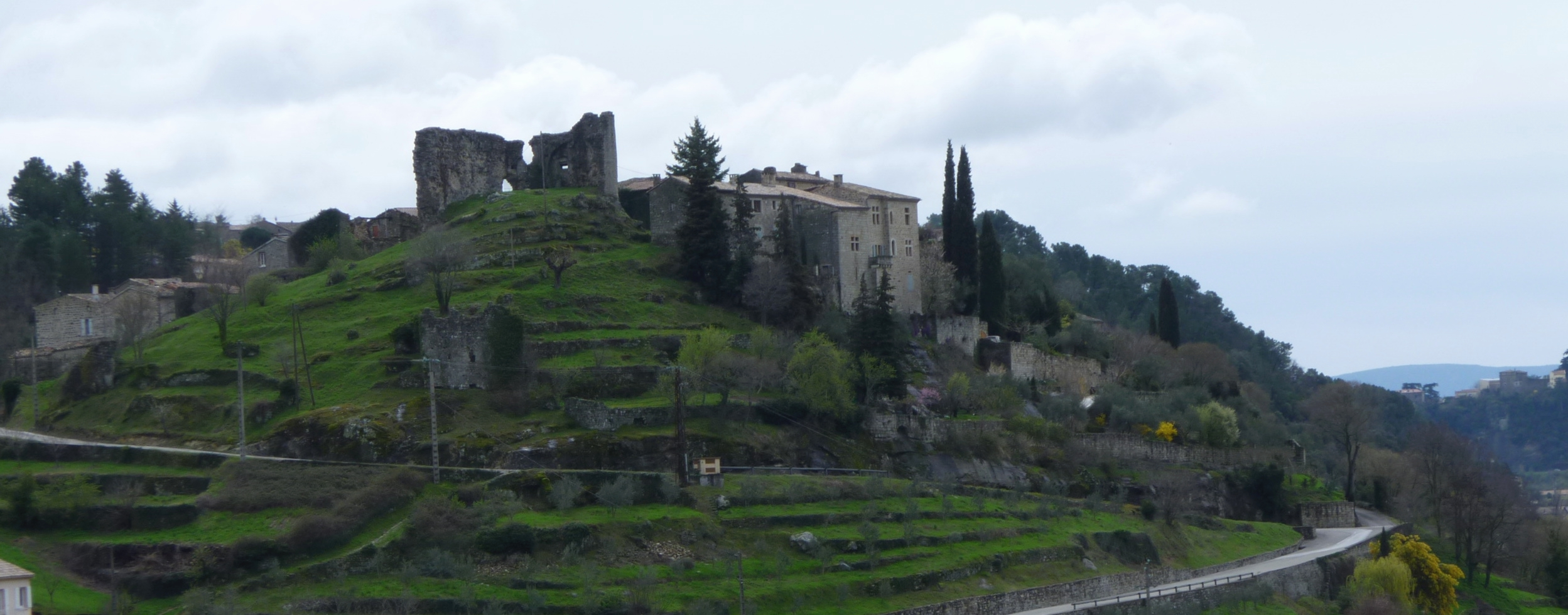
Château d'Ucel.
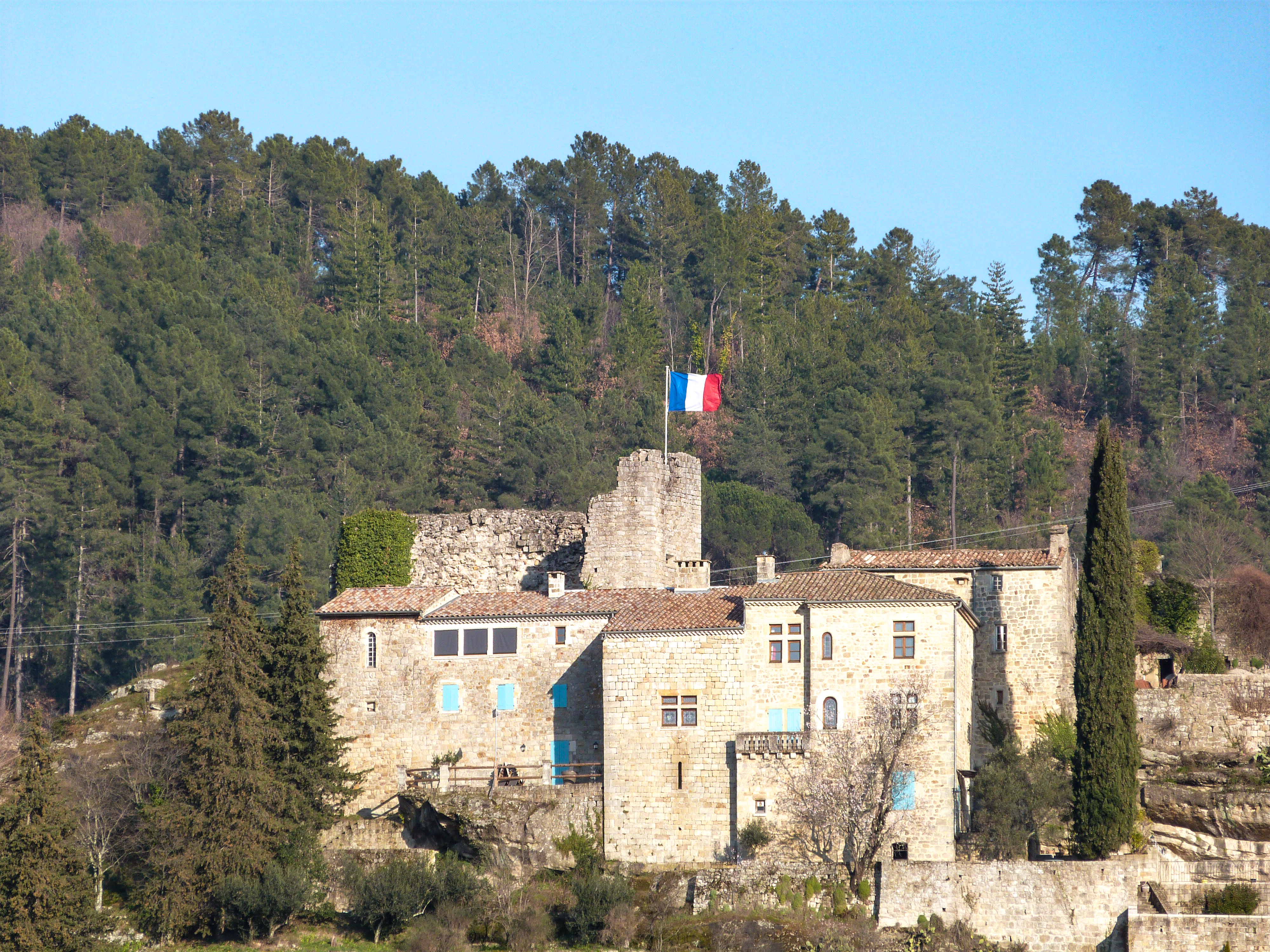
Le château derrière des habitations.
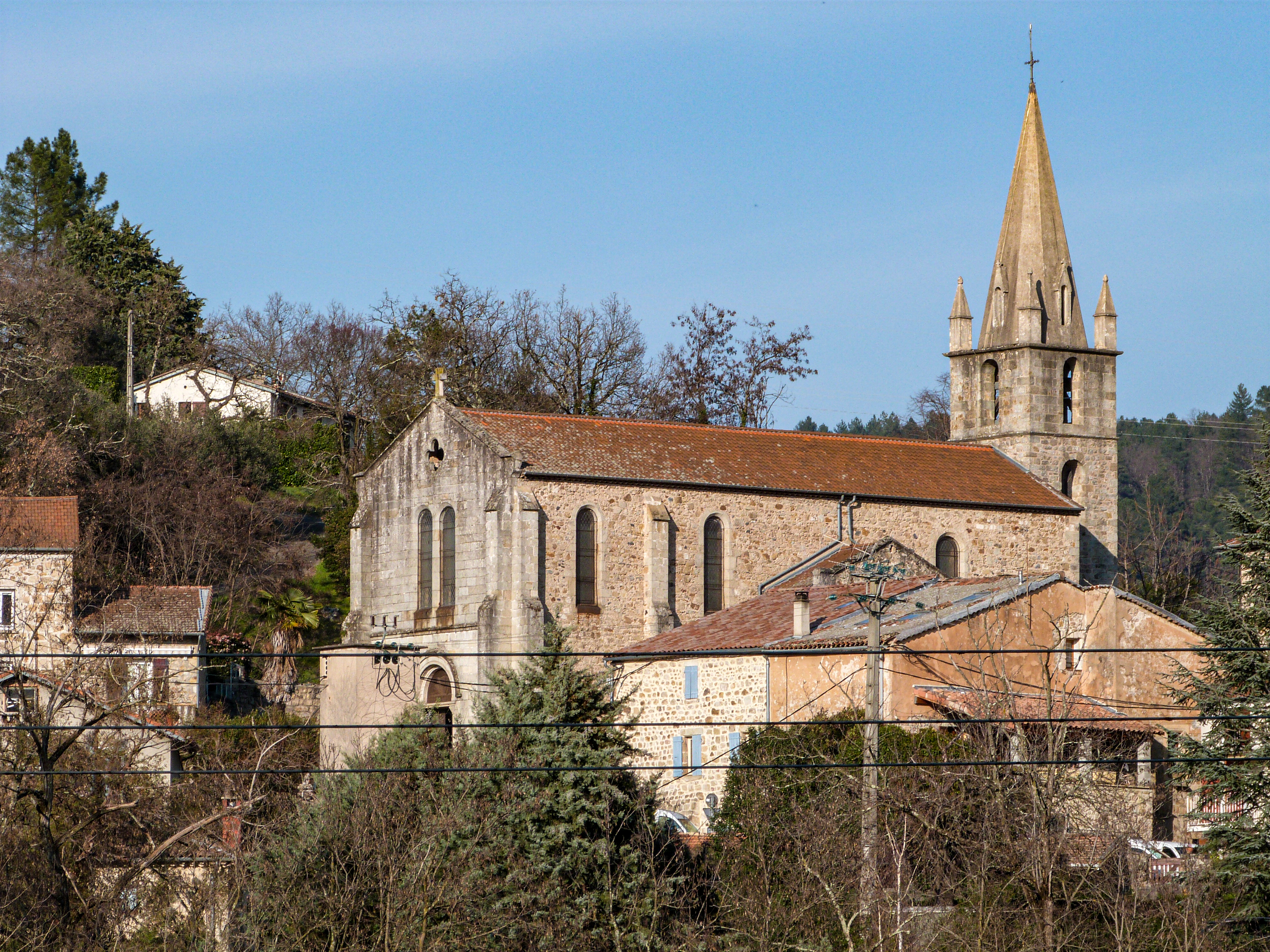
Vue de l'église.
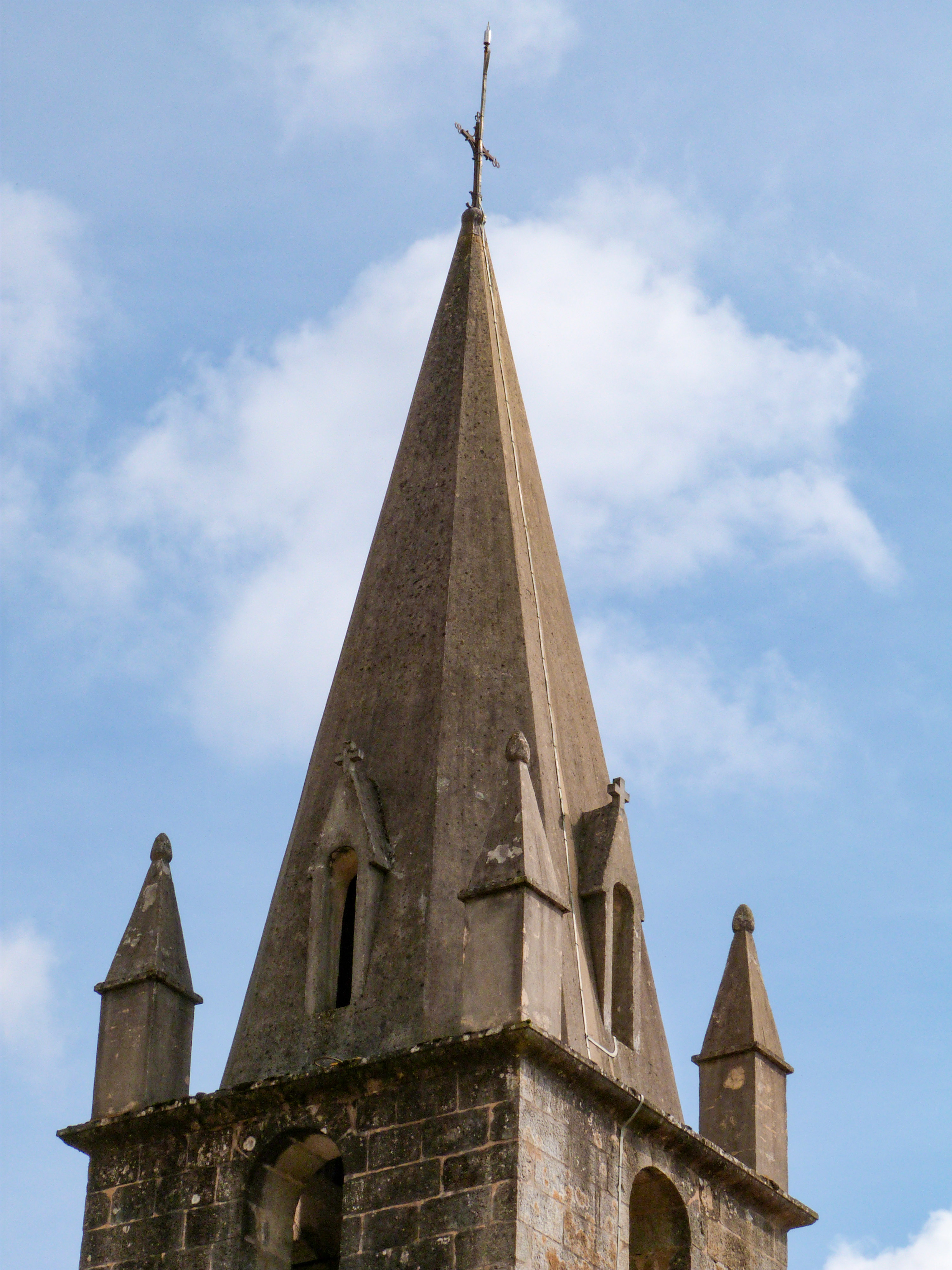
Détails de la flèche de l'église.
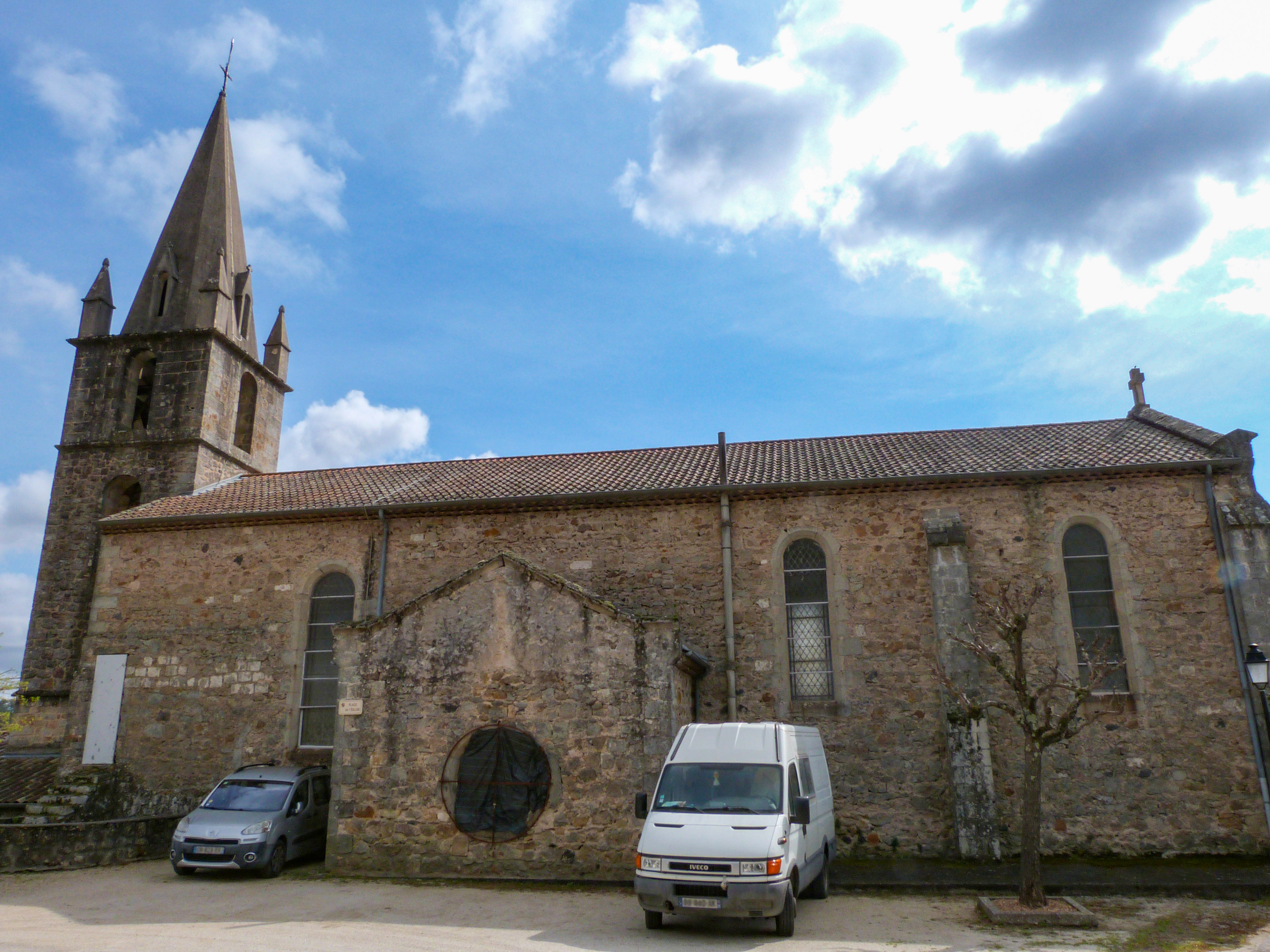
L'église vue depuis la place de l'église.

### Personnalités liées à la commune
- Georges Deydier (1880-1945), pilote automobile, y est né.
- Jehan Berjonneau (1890-1966), artiste peintre, fit en 1923 l'acquisition à Ucel d'un mas où il séjourna régulièrement.

### Héraldique

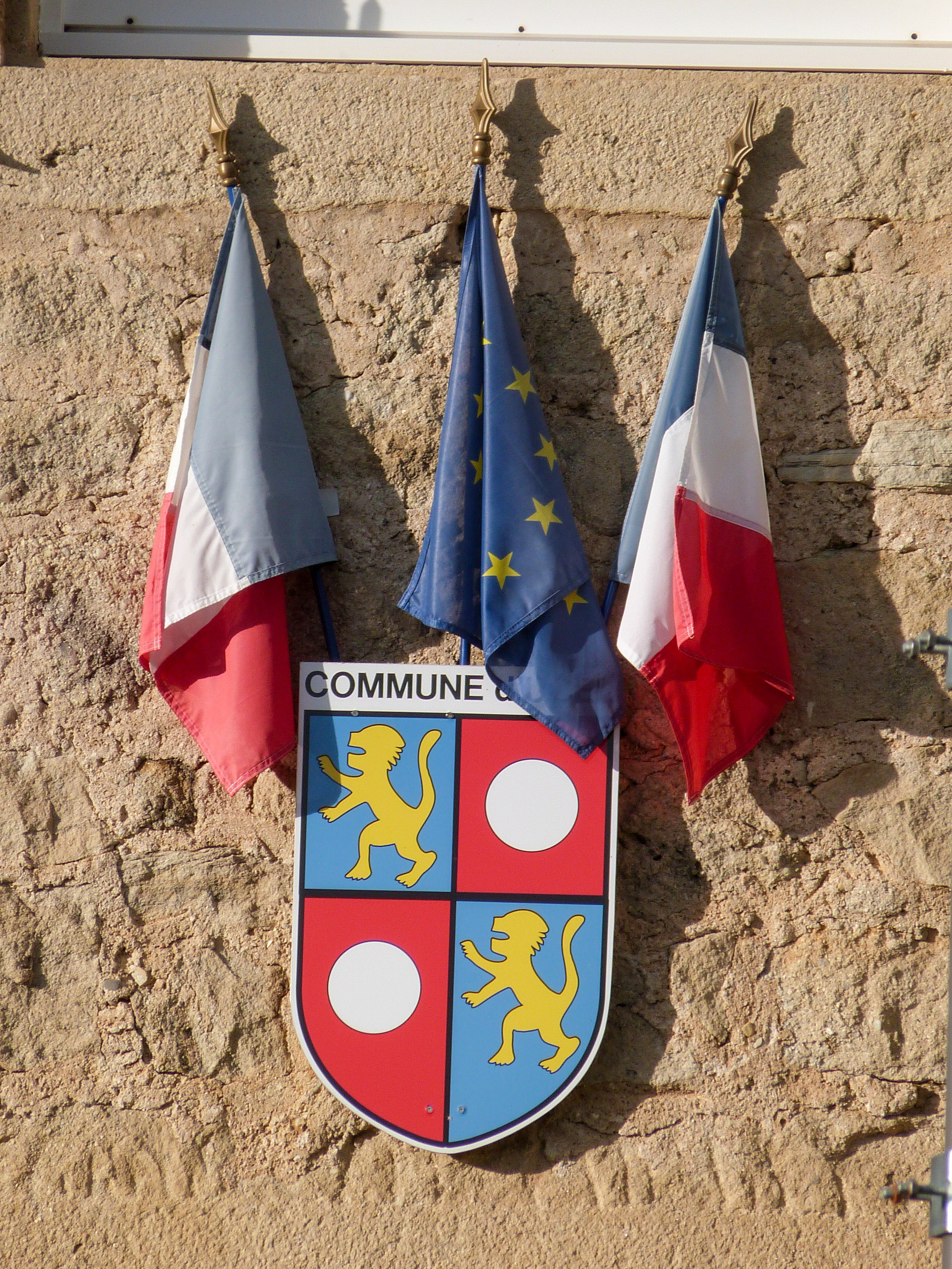
Blason sur la façade de la mairie.

| Blason de Ucel | Blason  | Écartelé : au 1er et 4e d'azur au lion d'or, au 2e et 3e de gueules au besant d'argent. |
| Blason de Ucel | Détails | Adopté par la municipalité.                                                             |